# Hospital del Cardenal Salazar (Córdoba)
El antiguo hospital del Cardenal Salazar, también conocido como hospital de Agudos, fue un centro sanitario de la ciudad de Córdoba (España), enclavado en pleno barrio de la Judería, construido entre los años 1701 y 1724 gracias al patronazgo del cardenal Pedro de Salazar (1630-1704), aunque su fallecimiento le impidió ver finalizadas las obras realizadas en estilo barroco, siendo inaugurado por su sobrino. Estuvo en funcionamiento hasta 1969 cuando se convirtió en un centro universitario y desde 1971 alberga la Facultad de Filosofía y Letras de la Universidad de Córdoba.

## Historia

### Hospital del Cardenal(1724-1837)
Originalmente, este edificio se concibió como colegio para los acólitos y niños del coro de la Catedral. Con este motivo, el promotor de la obra, el cardenal Pedro de Salazar Gutiérrez de Toledo, perteneciente a la orden de la Merced, compró el 1 de junio de 1701 unas casas situadas frente al convento de San Pedro de Alcántara, propiedad de Juan Alonso y Antonio Carlos del Corral. El proyecto para esta obra se encargó al arquitecto Francisco Hurtado Izquierdo, quien también fuera maestro mayor de la Catedral, aunque la realización práctica se debe al maestro Juan Antonio Camacho de Saavedra.
En 1704, Córdoba se vio asolada por una terrible epidemia de peste y ello puso de manifiesto la escasez de centros asistenciales que tenía la ciudad. Esto impulsó a los dos cabildos, municipal y eclesiástico, a solicitar del prelado que desistiera de su primitiva idea y convirtiese su primer proyecto en un hospital que sirviera para remediar la precaria situación sanitaria de la ciudad, idea que el cardenal, por entonces obispo de Córdoba, aceptó de buen grado, dotando a la nueva fundación de rentas cuantiosas. Además, se adquirieron nuevas casas colindantes propiedad Juan de Cabrera y Briones del Pozo. El hecho de que la obra estuviera ya casi acabándose cuando fue decidido el cambio de funciones, justifica la circunstancia de que su planta no se ajuste por completo al modelo tradicionalmente empleado para las edificaciones de uso hospitalario.
En 1706 se produjo la muerte del cardenal Salazar y Toledo, quedando entonces al cargo del proyecto el deán de la catedral, Pedro de Salazar y Góngora, que era sobrino del cardenal y su albacea testamentario, el mismo que años más tarde en 1738 sería designado obispo de Córdoba. Se hicieron entonces algunos añadidos al proyecto original, buscando la mejor adecuación a sus nuevas funciones, inaugurándose finalmente el hospital el 11 de noviembre de 1724. En 1738, catorce años tras su apertura, se produjo su tercera ampliación con unas casas, creando un edificio de 5.716 metros cuadrados. Durante su primer siglo de vida el hospital funcionó prácticamente como un asilo de recogimiento, acogiendo no solamente a enfermos, sino a personas sin hogar y sus familiares, realizándose más actividades sociales que médicas. Durante la Guerra de Independencia española (1808-1814) se convirtió en el hospital militar de los franceses que, además, continuó prestando asistencia a militares hasta 1823, muchos años tras la contienda.

### Hospital de Agudos(1837-1969)
Cuando en 1837 se produce la fusión de los múltiples hospitales que en Córdoba existían, siguiendo lo ordenado en el Reglamento General de Beneficencia Pública de 8 de septiembre de 1836 que dispone la separación de los orates en hospitales adecuados, así como la ubicación de los enfermos crónicos en departamentos diferentes a los agudos, el hospital del Cardenal es destinado precisamente para este último tipo de enfermos, de cuya coyuntura tomará el nombre con el que se le conoció hasta su extinción en 1969: hospital de Agudos.

Habrá en Córdoba cuatro hospitales: uno para las enfermedades agudas, que será el que se llama hoy General o del Cardenal, en el que se curarán con separación los infectados del mal venéreo, se asistirá a los locos y se conservarán en convalecencia los que la hayan de menester...
Reglamento de Beneficencia, título 7, artículo 106.

Desde 1853 la asistencia directa de los enfermos corrió a cargo de las Hermanas de la Caridad de San Vicente de Paúl, evento que produjo grandes mejoras como la construcción de enfermerías altas y aseos, mientras que los ermitaños abandonaron el hospital. Entre 1871 y 1874 fue sede de la Facultad de Medicina de la Universidad Libre de Córdoba, ya que era el único de los existentes en su época que reunía todas las características necesarias para hacer compatible la docencia teórica con la práctica y con la labor asistencial. Durante la década de 1920, en la dictadura de Primo de Rivera, se realizó la construcción de un nuevo pabellón que va a permitir un aumento de camas hasta las 400 unidades. Durante el pleno municipal de 1967 se declara la incapacidad de seguir manteniendo el edificio como hospital, por lo que su clausura se efectúa en 1969.

### Facultad de Filosofía y Letras
En 1970 cambió por primera vez su uso al convertirse en residencia de la Escuela de Ayudantes Técnicos Sanitarios, aunque desde curso académico 1971/1972 albergó los Colegios Universitarios de Derecho y de Filosofía y Letras, ambos tutelados por la Universidad de Sevilla. Tras la creación de la Universidad de Córdoba en 1972, ambos Colegios acabarían transformándose en Facultades y en 1983 la Facultad de Derecho se trasladó a una sede propia, en el antiguo convento del Carmen Calzado, en el barrio de la Magdalena.
Rafael de la Hoz Arderius construyó el vestíbulo de columnas previsto como antesala de un salón de actos que nunca se llevó a cabo. En 1980 se proyectó la ampliación del recinto con nuevos espacios de estética pretendidamente postmoderna, que rompe el armónico vestíbulo de la Hoz. Esta obra, terminada en 1987, contiene biblioteca, salón de actos y despachos. El proyecto ha sido realizado por el arquitecto Rafael Daroca y las obras se han realizado bajo la dirección de Rafael Montero.

## Descripción

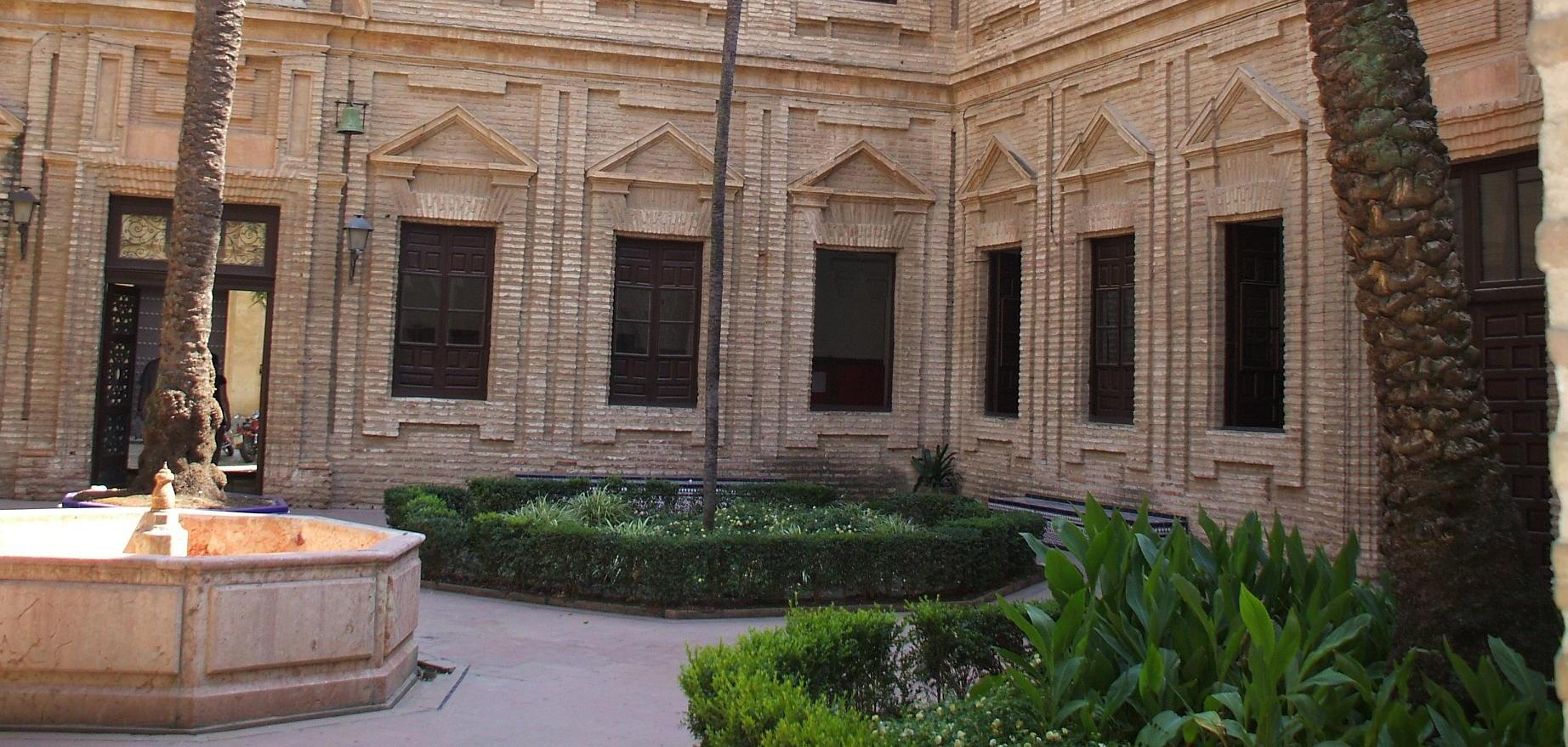
Patio del hospital.

El edificio presenta planta casi rectangular, en la que se inscriben dos patios de desigual desarrollo, en torno a los cuales se estructuran las diversas dependencias que componen el recinto.
El patio principal, sobrio y bien proporcionado, es cerrado y de doble planta, solución que se da con frecuencia en la arquitectura cordobesa de esos años. Muestra vanos rectangulares rematados por frontones triangulares en el cuerpo inferior y curvados en el superior, articulándose en vertical por medio de pilastras. A este patio abren galerías cubiertas por bóvedas de arista apeadas en ménsulas, tanto en la planta alta como en la baja.
El patio claustral, también de dos plantas, presenta arcos de medio punto de ladrillo sobre columnas en la zona inferior, en tanto que la parte superior, cerrada, tiene vanos rectangulares cuya única decoración la constituye el sencillo marco de fábrica que lo rodea. 
Entre ambos patios está colocada la escalera principal del edificio, que destaca al exterior como torreón; muy bella de proporciones, está concebida en dos tramos de sentido inverso unidos por un amplio descansillo y con embocadura de arco doble. La cubrición se hace por medio de una bóveda de cañón con lunetos.
Entre las dependencias conservadas del antiguo edificio conviene destacar las antiguas capillas alta y baja, actualmente convertidas en aulas, ambas de planta rectangular con cubiertas abovedadas en las cabeceras y de cañón escarzano en la nave. Sobre la puerta de acceso a la capilla baja se halla un pequeño edículo avenerado, de estética setecentista y diseño similar al de un ático de retablo, en el que está alojada una imagen del arcángel San Rafael, representado con sus tradicionales atributos: el bordón de peregrino y el pez.
En el exterior la construcción muestra también dos pisos, cuyos vanos se decoran con idéntico ritmo al del patio, con frontones triangulares y curvos separados por dobles pilastras. La portada, distribuida en dos cuerpos y realizada en piedra, es adintelada con columnas exentas laterales; por encima corre el entablamento que marca el tránsito al segundo cuerpo, donde se abre el balcón flanqueado por segmentos de frontón curvo, rematándose con un arco de medio punto sobre pilastras que cobija el escudo del cardenal. La clave del arco se resalta con un relieve a manera de acrótera con irónica cabeza de querube, a juego con la notable serie de rostros monstruosos que adornan la cornisa del edificio.